# Ivo de Kermartin
San Ivón de Kermartin (francés Yves Hélory de Kermartin, bretón Erwan Helouri a Gervarzhin) (17 de octubre de 1253 en Kermartin, una aldea cercana a Tréguier - 19 de mayo de 1303 en Louannec, Bretaña) fue  un santo bretón, y patrón de los abogados y de los niños abandonados en la Bretaña (independiente en esos tiempos),  cuando reinaba el  duque Juan I de Bretaña. San Ivón es asimismo santo patrón de la Bretaña. Su fiesta se celebra el 19 de mayo.

## Biografía
Fue hijo de Helori, señor de Kermartin, y de Azo de Kenquis. En 1267 Ivón fue enviado a la Universidad de París, donde se graduó en derecho. De París pasó a Orleans en 1277 para estudiar Derecho canónico. A su retorno a la Bretaña y habiendo recibido las órdenes menores fue designado "oficial", el título dado a un juez eclesiástico, del archidecanato de Rennes (1280); mientras tanto estudió las Sagradas Escrituras, y hay fuertes razones para creer que algún tiempo después se unió a la Tercera orden de San Francisco en Guingamp.
Fue invitado por el obispo de Tréguier a ser su oficial; aceptó el ofrecimiento en 1284. Mostró gran celo y rectitud en el desempeño de sus deberes y no desistió en la resistencia a la injusta fiscalidad del rey, que consideraba una violación de los derechos de la Santa Iglesia. Por su caridad, se ganó pronto el título de abogado de los pobres. Habiendo sido ya ordenado fue designado a la parroquia de Tredrez en el año 1285 y ocho años más tarde a Louannec, donde falleció de muerte natural, tras una vida de trabajo duro y constante ayuno.

## Veneración

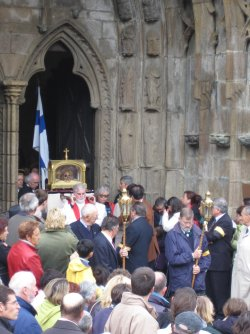
Las reliquias de san Ivón y san Tugdual en una procesión atravesando las puertas de la Catedral de Tréguier en 2005. En el relicario, la calavera de san Ivón.

Fue enterrado en Tréguier, y fue canonizado en junio de 1347 por Clemente VI, su fiesta sigue siendo celebrada el 19 de mayo. Es uno de los considerados patrones de los abogados. En su tumba fue inscrito en latín:
SANCTVS IVÓN ERAT BRITO/ ADVOCATUS ET NON LATRO/ RES MIRANDA POPULO.
Su traducción aproximada es: "San Ivón era bretón/ [Fue] abogado y no ladrón/ Cosa admirada por el pueblo." La traducción literal, es un chascarrillo que se refiere al hecho de que en aquella época los abogados tenían fama de ladrones. La Iglesia de Sant' Ivón alla Sapienza en Roma está dedicada a él. Poéticamente se le conoce como "el abogado de los pobres".

### Iconografía
Se le suele representar con una bolsa en su mano derecha (representando el dinero que repartió entre los pobres) y un rollo de papel en la otra por su cargo de juez. Otra representación común lo muestra entre un hombre rico y uno pobre.